# Parque Juárez (Xalapa)
El parque Juárez es un parque público en la ciudad de Xalapa, en el estado de Veracruz, México, inaugurado en 1892 y nombrado en honor de Benito Juárez.

## Ubicación
Altura: 1382 m s. n. m.
El Jardín más representativo de la región es, por mucho, el Céntrico Parque Juárez, colindando actualmente con los dos palacios gubernamentales de la capital de Veracruz y rodeado por las avenidas del primer cuadro de Xalapa, este es el parque que recibe directa e indirectamente a más visitantes, paseantes y transeúntes que cruzan por sus diferentes calzadas, en busca de llegar a otro punto, de esperar algún trámite, de esperar a la pareja o amigo, de comer algo ligero, de lustrar los zapatos, de comprar el periódico o revista, o de simplemente pasar un momento en esa tradicional unión “Hombre y Naturaleza”.
El parque está ubicado en el centro histórico de Xalapa, sobre una terraza al lado poniente del Palacio de Gobierno, a unos pasos del Palacio Municipal y de la Catedral.
El lado que da hacia el sur ofrece un grandioso panorama hacia los cerros de Coatepec y de Xico, con el Volcán de San Martín Tuxtla apenas visible en el horizonte al sureste (a más de 200 km de distancia), con la Sierra Madre Oriental a la derecha: Cofre de Perote al poniente y las nieves (del glaciar de Jamapa) del Pico de Orizaba al sur.

## Historia
En ese lugar estuvo el Convento de San Francisco cuya construcción fue iniciada (1534) en tiempos de Hernán Cortés, terminándose en 1556; fue el segundo convento construido en México.  Sus ruinas fueron demolidas en 1889 a fin de construir el parque.
"La inauguración del Parque Juárez se hizo el 16 de septiembre de 1892 por el Gobernador Interino Leandro Alcolea. Se amplió y mejoró estéticamente durante la administración gubernamental de don Teodoro Dehesa".
"Pasado el tiempo, se le agrandó la escalinata de lajas y, sobre el vetusto Teatro Victoria, se levantó la explanada desde la que aún puede verse un paisaje contrastante entre lo urbano y lo rural.
En 1921 la Cámara de Comercio de Jalapa presidida por William K. Boone, propuso, diseñó y construyó una rampa para facilitar el acceso de vehículos al centro de la ciudad desde la (antigua) estación del tren.
En 1930, la Rampa del Parque Juárez se convirtió en el Paseo del Ayuntamiento y después en el Paseo de la Constitución.
En la antigüedad sobre el parque Juárez estaba ubicado el Monasterio Franciscano  La Natividad de Nuestra Señora en 1536, edificación  que buscaba unificar a los pobladores de los 4 barrios o pueblos, que dieron origen a Xalapa, y acostumbrarlos a la nueva fe, traída de España. Algunas personas afirman que debajo del Parque Juárez aún se encuentran partes considerables ocultas del Monasterio.
Oficialmente el Parque fue inaugurado el 16 de septiembre de 1892 Por el Gobernador Interino Leandro Alcolea, siendo esté un espacio pequeño rodeado de algunos caserones y por el teatro Victoria construido por la familia Jenkins dicho teatro contaba con un espacio amplio que lo mismo funcionaba como Salón de baile, de patinaje, cine o billares, Posteriormente este teatro fue derribado para abrirle paso al mirador o balcón que ofrece el parque en donde se admira la zona de los lagos, el dique y la zona universitaria.
El tiempo pasó y el Parque fue aumentando en tamaño y en flora, se fueron adquiriendo los inmuebles colindantes y el Teatro Victoria situado en donde actualmente está el Ágora de la Ciudad, también se fueron sembrando Araucarias traídas de Chile, Magnolias y Jazmines con el fin de llenar de colores atractivos y árboles enormes lo que para muchos, ya era, el Centro de convivencia principal de aquellos tiempos.

## Tradiciones
Entre los años 1920s y 1940s, una banda de música se instalaba los sábados y domingos y ofrecía conciertos para acompañar una de tantas tradiciones perdidas como era la de "ir a dar la vuelta al parque": los grupos de muchachas jóvenes, tomadas de la mano, paseaban alrededor en un sentido mientras los grupos de muchachos circulaban en el sentido inverso, cortejándose en cada cruzamiento.

## Flora y fauna
- Araucarias

En sus jardines se hallan enormes y centenarios árboles de araucaria que fueron traídos por el embajador de Chile como regalo a México en tiempos de Porfirio Díaz, para conmemorar el cuarto centenario del primer viaje de Cristóbal Colón.
- Estanque de patos (1940s)

## Estatuas y monumentos
- Busto de Benito Juárez
- Las Cuatro Virtudes

En la parte central de este paseo se localizan cuatro estatuas que representan a las virtudes cardinales: Fortaleza, Justicia, Prudencia y Templanza. Las tres primeras se colocaron en 1931, mientras que la última se fijó en 1979.
Actualmente en la Parte baja del Mirador se encuentra El Ágora de la Ciudad, Espacio para la difusión cultural que cuenta con un auditorio, tres salas para exposición y un pequeño espacio para las oficinas administrativas. Dentro de los bajos del Parque también destaca la Pinacoteca Diego Rivera, así como dos cafeterías situadas estructuralmente dentro del Parque, quien también cuenta con un foro abierto o audiorama y un juego monumental de una serpiente emplumada. Dentro del Parque Juárez se alojan los Monumentos erigidos a Benito Juárez, Francisco I. Madero, Luis G. Rendón, Al Esclavo Moribundo, Al General Juan de la Luz Enríquez y como Monumento principal “Las Cuatro Virtudes Cardinales “ del escultor Xalapeño  Gabriel Guerra, el escultor favorito de Porfirio Díaz, quien solicitó al escultor este monumento integrado por cuatro estatuas de Mármol de Carrara para adornar el Palacio de Relaciones Exteriores de la Ciudad de México, sin embargo nunca fueron instaladas en dicho Palacio, fueron guardadas y regresadas a Xalapa tres de ellas la Prudencia, La Justicia y la Fortaleza, con el tiempo fue integrada una nueva escultura de la Templanza realizada por el escultor Armando Zavaleta León con Mármol de Tatatila. Ya que la Estatua de la Templanza Original adorna la fuente de la Templanza en el Bosque de Chapultepec en la Ciudad de México.

## Edificaciones
- Quiosco (1892-retirado y vendido en 1929)
- Teatro El Recreo (1898-?)
- Salón Victoria - cinematógrafo (1899-?)
- El Ágora de la Ciudad[4]

* Auditorio
* Sala de cine
* Galerías de arte
* Librería
* Cafeterías